# الدوري البلغاري الممتاز 1960-61
الدوري البلغاري الممتاز 1960-61 (بالبلغارية: „А“ група 1960/61)‏ هو الموسم 37 من الدوري البلغاري الممتاز. أشرف على تنظيمه اتحاد بلغاريا لكرة القدم، وكان عدد الأندية المشاركة فيه 14، وفاز فيه سسكا صوفيا.